# Bar go-go

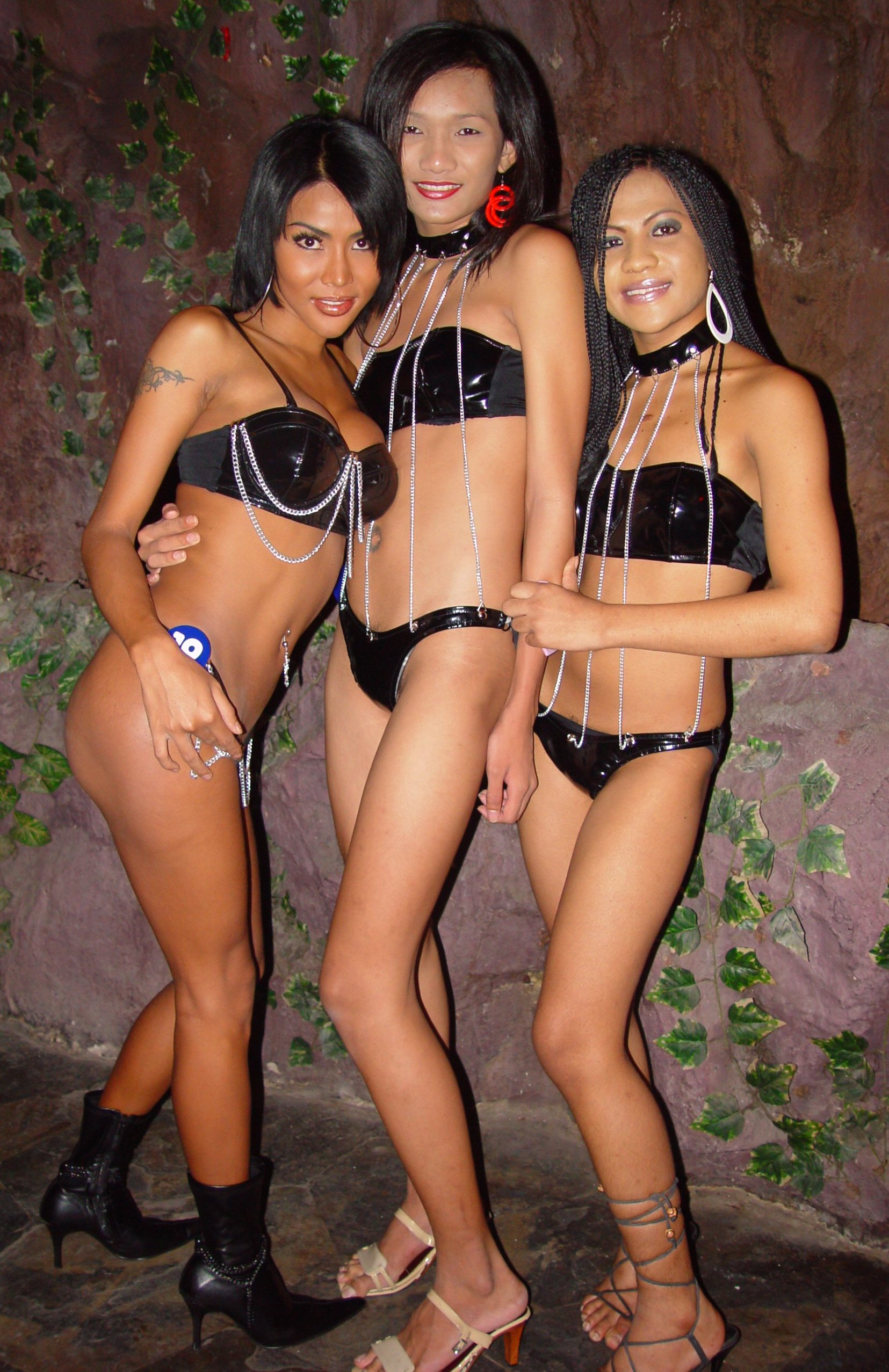
Kathoey trabalhando em um bar go-go no bairro de entretenimento Nana Plaza, em Bangkok.

Um go-go bar é um tipo de estabelecimento comercial onde se vendem bebidas alcoólicas e dançarinas proporcionam entretenimento. O termo go-go bar originalmente se referia a uma boate, bar ou estabelecimento similar que contava com go-go dancers; embora alguns go-go bars nesse sentido original ainda existam, a ligação entre seus usos atuais e esse significado original é frequentemente mais tênue e regional. Em termos gerais, o termo tem sido usado por locais que abrangem uma ampla gama de negócios, desde casas noturnas ou discotecas, onde as dançarinas estão lá essencialmente para criar o clima, até o que são, em essência, teatros burlescos ou strip clubs, onde as dançarinas são parte de um show e o foco principal.

## Estados Unidos
O termo go-go bar é frequentemente usado para certos tipos de strip clubs. Em regiões onde o termo é usado, os go-go bars são considerados de classe inferior quando comparados aos clubes de cavalheiros, que oferecem uma experiência mais coordenada e centrada no espetáculo. Nesses bares:
- Não há corte de champanhe.
- O código de vestimenta é mais flexível tanto para clientes quanto para apresentadores.
- Não há considerações sobre encenação, coreografia ou efeitos especiais.
- Uma House Mother (em português:  "mãe da casa") monitora a atividade e auxilia as apresentadoras no camarim.
- Apresentadoras de destaque geralmente não se apresentam em go-go bars.

## Leste e Sudeste Asiático
A expressão go-go foi adotada pelos bares na década de 1960 em Tóquio, Japão. Ganhou menos reputação quando foi abandonada pela maioria das casas noturnas e apropriada por estabelecimentos de burlesco e striptease obscenos, que por sua vez ficaram conhecidos como bares go-go e as mulheres que lá trabalhavam, como dançarinas go-go.
Durante a Guerra do Vietnã, a Sétima Frota dos Estados Unidos estava baseada na Base Naval de Subic Bay, na cidade de Olongapo, nas Filipinas. A cidade contava com 500 bares go-go usados por militares americanos. Havia também muitos bares go-go em Saigon, no Vietname do Sul, para entreter as tropas americanas. Um sinônimo usado no Vietnã para dança go-go é "dança de mesa".
Havia muitos bares desse tipo na Tailândia durante a Guerra do Vietnã e eles continuaram (em menor escala) após o fim da guerra em 1975. Durante a década de 1980, a Tailândia se tornou um importante centro de turismo sexual com bares go-go localizados nos distritos da luz vermelha atendendo estrangeiros. Eles fazem parte da indústria de entretenimento sexual da Tailândia, junto com casas de massagem. Os bares go-go têm recepcionistas e/ou dançarinas que se apresentam no palco, às vezes pole dance. Elas normalmente dançam usando biquínis, lingerie ou fantasias fetichistas. Ocasionalmente, elas se apresentam de topless, mas raramente nuas e os bares geralmente não oferecem striptease, embora shows de sexo às vezes sejam realizados no palco. Muitos dos bares são encontrados em Bangkok em Patpong, Nana Plaza, e Soi Cowboy. Soi Twilight é a principal rua de Bangkok para bares go-go gays. Ao contrário de muitos bares abertos da Tailândia, os bares go-go não são acessados diretamente da rua. Em vez disso, são bares internos localizados em prédios fechados. Os participantes não são visíveis do lado de fora, de modo que os transeuntes não podem se reunir para ver as dançarinas gratuitamente. A dança é normalmente usada como uma forma de solicitação de prostituição. Depois de dançar para os clientes, as bar girls que trabalham lá geralmente saem com eles para fornecer serviços sexuais depois que os clientes pagam uma "multa de bar". Esses bares também podem ser encontrados em partes das Filipinas e outras partes do Sudeste Asiático.

## Etimologia
A origem do termo go-go dancing remonta ao filme britânico de 1949 Whisky Galore!. Esse filme conta a história do naufrágio de um navio carregado de uísque. O título francês deste filme era Whisky à gogo!, sendo "à gogo" uma gíria parisiense para "abundância". Durante o período em que este filme estava em exibição na França, as discotecas foram introduzidas como uma nova forma de entretenimento. Devido ao sucesso do filme e ao apelo esnobe de beber uísque na França, várias discotecas receberam o nome de "Whiskey à Go-Go".
A primeira boate Whisky à Gogo foi aberta em Paris em 1947, extraindo a parte "Whisky" do seu nome dos rótulos de uísque que cobriam suas paredes. Em 1953, tornou-se a primeira discoteca. O clube foi franqueado, primeiro em Chicago em 1958 e depois em Los Angeles em 1964. Em maio de 1964, o clube de Los Angeles foi destaque na revista Life e em 1965 clubes chamados Whisky à Go-Go (ou Whiskey à Go-Go) apareceram em Milwaukee, Washington, São Francisco e Atlanta. No clube de Los Angeles, um novo estilo de dança estava acontecendo, com dançarinas go-go em saias curtas com franjas e botas de cano alto dançando em uma cabine de vidro acima dos clientes. A primeira ocorrência registrada de go-go dancing topless foi na boate Condor, em São Francisco, em 1964, e o go-go dancing topless rapidamente se tornou parte da indústria do entretenimento adulto.
Durante esse período, diversos estilos de dança se tornaram populares, nos quais as dançarinas dançavam separadamente de seus parceiros ou sem nenhum parceiro. As discotecas americanas, frequentemente usando o mesmo nome ("Whiskey A Go-Go") de suas antecessoras francesas, introduziram jovens mulheres dançando sozinhas nesses novos estilos como uma forma de entretenimento, criando o conceito de go-go dancer.